# Ван Цзінчжо
Ван Цзінчжо (12 липня 1999) — китайська плавчиня.
Призерка Чемпіонату світу з плавання на короткій воді 2018 року.
Призерка Азійських ігор 2018 року.